# 중력이상
중력이상(重力異常, Gravity anomaly)은 실측(實測) 중력치와 이론(理論) 중력치와의 차이를 가리킨다.
이론 중력치는 표준중력식(標準重力式)에 의하여 계산할 수 있다. 중력이상의 값이 (+)라고 함은 그 근방의 지각의 밀도가 평균상태에 비해서 크다는 뜻이며, 반대로 (-)라 함은 지각밀도가 작다는 뜻이다. 가령 높은 산에서 중력을 측정하고, 적당한 보정(補正)을 가하여 이를 해면상의 값으로 고친 다음에 해면상의 표준중력의 값과 비교하면 (-)의 중력이상치를 얻을 수 있으며, 지각 평형설이 성립함을 알 수 있다.

## 표준중력식
국제측지학회에서 1967년에 채택한 위도에 따른 평균 중력 값이다. 회전하는 타원체라는 사실에 근거해 만든 식이다.
{\displaystyle g_{t}=g_{e}(1+0.005278895\sin ^{2}\varphi +0.000023462\sin ^{4}\varphi )}
적도({\displaystyle \varphi =0^{\circ }})에서는 약 978031.5mGal이며, 극({\displaystyle \varphi =90^{\circ }})에서는 983217.7mGal이다.
이때, 중력가속도 단위(mGal)는
{\displaystyle 1mGal=10^{-3}Gal=10^{-3}cm/s^{2}=10^{-5}m/s^{2}}
로 정의된다. 중력은 적도에서 극지방까지 약 5000mGal 정도의 변화를 보인다.

## 프리에어 중력이상
지구 표면의 특정 지점에서의 중력에 영향을 주는 요인이다. 관측 지점의 위도를 표준중력식에 대입하고, 지구 중심까지의 거리를 결정하는 관측지점의 고도를 프리에어 보정을 통해 고려될 수 있다. 관측 지점 하부의 질량분포는 중력이상으로 설명 가능하다.
프리에어 보정은 고도에 의한 지역적인 중력 변화를 보정하는 것을 의미한다. 중력이 지구 질량 중심에서관측 지점까지의 거리 증가에 따른 함수이며, 중력 변화 경향을 고려해 근사적으로 구할 수 있다. 
지구 중심으로부터 거리 증가에 따른 중력 변화는
{\displaystyle {dg \over dR}={d \over dR}{GM \over R^{2}}=-{2GM \over R^{3}}=-{2g \over R}}
으로 구할 수 있다. 이때, g의 평균값은 980,626 mGal이며, R=6.367*106m이다. 즉, 
{\displaystyle {dg \over dR}=-0.308mGal/m}
이다.
지표면으로부터 3m 높아질 때마다 중력가속도가 1Gal씩 감소한다. 해발고도가 높은 지점이 낮은 지점보다 작은 중력 값을 얻게 된다.
한편, 서로 다른 고도의 관측점에서의 중력값을 비교하려면, 측증된 값에 프리에어 보정값인 FAC을 더해야 한다.
{\displaystyle FAC=h*0.308mGal/m} (단, h는 해수면으로부터 관측지점까지의 고도)
즉, 프리에어 중력이상은 다음과 같은 식으로 나타난다. 관측점의 고도에 대한 보정이 이루어진 관측값이다.
{\displaystyle \Delta g_{fa}=g-g_{t}}+{\displaystyle FAC}
여기서 {\displaystyle g-g_{t}}은 회전과 적도 부근의 팽창과 관련된 위도 효과 보정값이고, +FAC는 고도에 의한 중력 손실 보정값이다.
프리에어 중력이상 값은 질량 초과 근처에서는 상대적으로 높은 값을 갖는 반면, 질량 부족 근처에서는 상대적으로 낮은 값을 갖는다. 도표를 그리면, 지형을 닮은 중력 변화를 보인다.

## 부게 중력이상
고도 보정 후에도 관측 지점과 해수면 사이 질량 효과가 존재한다. 해수면 위쪽에 있는 질량에 의한 중력효과를 보정해야 하는데, 이를 부게 보정이라고 한다. 관측지점의 고도와 같은 두께의 무한 판으로 근사할 수 있다. 이때의 무한판의 효과 BC는
{\displaystyle BC=2\pi \rho Gh=0.0419\rho h}
이다.

### 육지에서의 부게 중력이상
육지에서의 부게 중력이상은 프리에어 이상으로부터 무한판의 효과인 BC를 빼서 단순 부게 이상을 먼저 구한다.
{\displaystyle \Delta g_{B}=\Delta g_{fa}-BC}
여기서 환산밀도는 화강암의 전형적인 밀도인 2.67g/cm3을 사용한다. 그러므로,
{\displaystyle BC=0.0419*2.67g/cm^{3}*h=0.112mGal/m*h}
이다.
고도가 9m 높아질 때마다 측정 중력값에 1mGal 정도 증가하므로 최종적으로
{\displaystyle \Delta g_{B}=\Delta g_{fa}-0.112mGal/m*h}
이 된다.
위 식을 통해서 중력이상에 대한 일반적인 성질을 이끌어낼 수 있다. 해수면보다 높은 관측점에서 부게 중력이상은 언제나 프리에어 중력이상보다 작다. 즉, 해수면 윗부분에 의한 인력이 제거되기 때문이다. 부게 중력이상은 프리에어 중력이상에 배하여 완만한 곡선의 형태를 보인다. 또한, 질량초과는 중력이상에 양의 변화, 질량 부족은 음의 변화를 일으킨다.

### 바다에서의 부게 중력이상
관측 고도 h가 0인 바다에서의 부게 중력이상은 프리에어 중력이상과 일치한다. 해수면 기준 수심과 같은 두께는 화강암과 바닷물의 밀도 차에 해당하는 무한 판으로 가정하여 부게 보정한다. 
{\displaystyle BC_{s}=0.0419\rho h=0.0419(\rho _{w}-\rho _{c})*h_{w}}
여기서, {\displaystyle \rho _{w}=1.03g/cm^{3},\rho _{c}=2.67g/cm^{3}}으로 가정하면, 
{\displaystyle BC_{s}=0.0419*(-1.64g/cm^{3})h_{w}=-0.0687mGal/m*h_{w}}
이다. 즉, 수심이 14.5m 깊어질 때마다 측정 중력값에 1mGal 정도 감소하므로, 
{\displaystyle \Delta g_{B}=\Delta g_{fa}+0.0687mGal/m*h_{w}}
와 같은 최종적인 식이 된다.

### 완전 부게 중력이상
지형의 높낮이 변화가 큰 곳에서는 추가적인 지형보정(TC)이 이루어져야 한다. 단순부게이상에 추가적으로 지형보정을 실시하여 완전 부게이상을 구해야 한다.
{\displaystyle \Delta g_{BC}=\Delta g_{B}+TC}
위와 같은 식으로 완전 부게이상의 최종값을 구할 수 있다.

## 같이 보기
- 중력측정
- 자기이상
- 매스콘